# Castelo de Boddam
O Castelo de Boddam é um castelo em ruínas e uma estrutura listada da Categoria B em Boddam, Aberdeenshire, na Escócia. Pensa-se que foi construído no início do século XVI como uma residência para os Keiths de Ludquharn.